# 多性戀
多性戀（英語：Polysexual），是一種强调数量的性傾向分类，一般指對特定的至少三种性別可以發生性吸引及愛慕情緒的人，但并非泛性恋那般完全不在乎任何性别。
例如一位男性，若對順性別女性、非二元性别跨性別者及雙性人都感到性魅力、愛慕情緒，即可歸為多性戀；或如一位女性，若對女性、男性及特定某種或某幾種非二元性別都感到性魅力以及愛慕情緒，亦即可歸為多性戀。
在LGBT+中，多性恋对应概念为無性戀、單性戀、双性恋。